# Tenczynek
Tenczynek község Lengyelországban, a Kis-lengyelországi vajdaság Krakkó járásában. A település átlagmagassága 300 m. A község lakossága megközelítőleg 3700 fő.
1. ↑  https://bdl.stat.gov.pl/api/v1/data/localities/by-unit/011212006065-0324760?var-id=1639616&format=jsonapi. (Hozzáférés: 2022. október 4.)